# Teuchophorus ensicornis
Teuchophorus ensicornis är en tvåvingeart som beskrevs av Henk J.G. Meuffels och Patrick Grootaert 2004. Teuchophorus ensicornis ingår i släktet Teuchophorus och familjen styltflugor.
Artens utbredningsområde är Brunei. Inga underarter finns listade i Catalogue of Life.